# 隱蔽重定向漏洞
隱蔽重定向（英語：Covert Redirect），是關於單點登錄（Single sign-on）的安全漏洞。因其對OAuth和OpenID的影響而為人所知。由新加坡南洋理工大學物理和數學科學學院博士生王晶（Wang Jing）發現並命名。
隱蔽重定向的一個重要應用是进行钓鱼式攻击，別的網站釣魚是用假的網站，而隱蔽重定向卻是用真的知名網站進行釣魚。這是一種完美釣魚方式。

## 安全漏洞
2014年5月，繼OpenSSL漏洞後，開源安全軟件再曝安全漏洞。新加坡南洋理工大學研究人員王晶發現，OAuth2.0和OpenID授權接口的網站存隱蔽重定向漏洞、英文名為“Covert Redirect”。該漏洞OSVDB編號106567。SCIP編號vuldb.13185。中国國家信息安全漏洞共享平臺編號CNVD-2014-02785。Bugtraq ID是67196。
該漏洞首先由CNET報道，並由此引起廣泛關註和大量討論。雅虎，福克斯新聞，黑客新聞，鳳凰網，人民網等媒體認為該漏洞影響很大。攻擊者創建一個使用真實站點地址的彈出式登錄窗口——而不是使用一個假的域名——以引誘上網者輸入他們的個人信息。而Mashable等則認為該漏洞是個舊漏洞。
最後的主流結論是，隱蔽重定向是一個值得註意的漏洞。該漏洞達不到HeartBleed的級別，但仍然是對授權應用權限的一個提醒。
OAuth和OpenID也分別對此漏洞進行了說明和建議。

## 入侵技術
攻擊者創建一個使用真實站點地址的彈出式登錄窗口——而不是使用一個假的域名——以引誘上網者輸入他們的個人信息。

## 漏洞危害
黑客可利用漏洞給釣魚網站（phishing）“變裝”，用知名大型網站鏈接引誘用戶登錄釣魚網站，一旦用戶訪問釣魚網站並登錄授權，黑客即可讀取其在網站上存儲的私密信息。
騰訊QQ、新浪微博、阿里巴巴淘寶、支付寶、搜狐網、網易、人人網、開心網、亞馬遜、微軟Live、WordPress、eBay、PayPal、Facebook、Google、Yahoo、LinkedIn、VK.com、Mail.Ru、Odnoklassniki.ru、GitHub等大量知名網站受影響。
鑒於OAuth和OpenID被廣泛用於各大公司——如微軟、Facebook、Google、以及LinkedIn——Wang表示他已經向這些公司已經了匯報。Wang聲稱，微軟已經給出了答復，調查並證實該問題出在第三方系統，而不是該公司的自有站點。Facebook也表示，“短期內仍無法完成完成這兩個問題的修復工作，只得迫使每個應用程序平臺采用白名單”。至於Google，該公司正在追蹤OpenID的問題；而LinkedIn則聲稱它已經在在博客中說明這一問題。
其實漏洞不是出現在OAuth這個協議本身，這個協議本身是沒有問題的，之所以存在問題是因為各個廠商沒有嚴格參照官方文檔，只是實現了简版。問題的原因在於OAuth的提供方提供OAuth授權過程中沒有對回調的URL進行校驗，從而導致可以被賦值為非原定的回調URL，就可以導致跳轉、XSS等問題，甚至在對回調URL進行了校驗的情況可以被繞過。

## 漏洞影響
通過對中國部分提供OAuth 2.0的網站進行測試和調查，發現均不同程度的存在以上的問題。
| OAuth提供方 | 回調URL校驗 | 可利用第三方應用漏洞 | 校驗繞過     |
| ----------- | ----------- | -------------------- | ------------ |
| 新浪微博    | 是          | 是                   | 是（已修復） |
| 百度        | 是          | 否                   | 未測試       |
| 騰訊        | 是          | 是                   | （已修復）   |
| 360         | 是          | 未測試               | 未測試       |
| 開心網      | 否          | 是                   |              |
| 人人網      | 是          | 是                   | 未測試       |
| 淘寶網      | 是          | 是                   | 未測試       |
| 天涯        | 否          | 是                   |              |
| 搜狐        | 否          | 是                   |              |
| 網易微博    | 否          | 是                   |              |

從測試結果可以看出，除了百度繞過未進行測試外，其他都存在問題，而且好幾個甚至對回調URL都沒有進行校驗，而對回調URL進行校驗了的又可以被繞過。

## 漏洞防範

### OAuth提供方
- 對redirect_uri進行全路徑驗證，避免URL跳轉情況
- 參數state即用即毀
- 首次授權，強制驗證
- 獲取access_token，驗證App secret
- 回調URL進行跳轉校驗等
- 加強redirect_uri驗證，避免繞過[23]

### 普通用戶
對於普通用戶來說，其實沒有什麼好恐慌的，這次問題的利用的前提是對構造URL的訪問，所以主要是針對URL提高警惕和識別，需要注意以下幾點：
- 只授權給可信的第三方應用
- 不要訪問不明來路的鏈接，正常的應用授權應該是通過頁面中的登录按鈕等方式進行的[23]。

## 背景
OAuth是一個被廣泛應用的開放登陆協議，允許用戶讓第三方應用訪問該用戶在某一網站上存儲的私密的信息（如照片，視頻，聯繫人列表），而無需將用戶名和密碼提供給第三方應用。這次曝出的漏洞，可將OAuth 2.0的使用方（第三方網站）的回跳域名劫持到惡意網站去，黑客利用XSS漏洞攻擊就能隨意操作被授權的帳號，讀取用戶的隱私信息。像騰訊、新浪微博等社交網站一般對登入回調地址沒有任何限制，極易遭黑客利用。

## 外部連結
- Covert Redirect （页面存档备份，存于）
- 人民網
- 鳳凰網 （页面存档备份，存于）
- 搜狐網 （页面存档备份，存于）
- 網易
- 太平洋電腦網
- CSDN （页面存档备份，存于）
- 福克斯新聞 （页面存档备份，存于）
- 雅虎新聞 （页面存档备份，存于）
- 黑客新聞
- 至頂網 （页面存档备份，存于）
- Wang Jing（王晶） （页面存档备份，存于）
- Covert Redirect Vulnerability Related to OAuth 2.0 and OpenID
- Serious security flaw in OAuth, OpenID discovered  （页面存档备份，存于）
- 針對近期“博全球眼球OAuth漏洞”的分析與防範建議